# Люксембург на летних Олимпийских играх 2016
Люксембург на летних Олимпийских играх 2016 года будет представлен как минимум в пяти видах спорта.

## Состав сборной
Велоспорт
 Шоссейный велоспорт
1. Фрэнк Шлек
2. Кристин Маджерус
3. Шанталь Хофман

 Лёгкая атлетика
- Квота 1

 Настольный теннис
1. Ни Сялянь

 Плавание
1. Лорен Карноль
2. Рафаэль Стакьотти
3. Жюли Менен

 Теннис
1. Жиль Мюллер

## Результаты соревнований

### Велоспорт

#### Шоссейный велоспорт
Мужчины
| Соревнование    | Спортсмены | Время   | Место | Отставание |
| --------------- | ---------- | ------- | ----- | ---------- |
| групповая гонка | Фрэнк Шлек | 6:13:36 | 20    | +3:31      |

Женщины
| Соревнование     | Спортсмены       | Время    | Место | Отставание |
| ---------------- | ---------------- | -------- | ----- | ---------- |
| групповая гонка  | Кристин Маджерус | 3:56:34  | 18    | +5:07      |
| групповая гонка  | Шанталь Хофман   | DNF      | DNF   | DNF        |
| раздельная гонка | Кристин Маджерус | 48:16,17 | 22    | +3:49,75   |

### Водные виды спорта

#### Плавание
В следующий раунд на каждой дистанции проходят спортсмены, показавшие лучший результат, независимо от места, занятого в своём заплыве.
Мужчины
| Дистанция                        | Спортсмены        | Предварительный раунд | Предварительный раунд | Предварительный раунд | Полуфинал            | Полуфинал            | Полуфинал            | Финал                | Финал                |
| Дистанция                        | Спортсмены        | Заплыв                | Результат             | Место                 | Заплыв               | Результат            | Место                | Результат            | Место                |
| -------------------------------- | ----------------- | --------------------- | --------------------- | --------------------- | -------------------- | -------------------- | -------------------- | -------------------- | -------------------- |
| 100 метров вольным стилем        | Рафаэль Стакьотти | 3                     | 50,79                 | 47                    | завершил выступление | завершил выступление | завершил выступление | завершил выступление | завершил выступление |
| 100 метров баттерфляем           | Рафаэль Стакьотти |                       |                       |                       |                      |                      |                      |                      |                      |
| 100 метров брассом               | Лорен Карноль     | 3                     | 1:00,88               | 27                    | завершил выступление | завершил выступление | завершил выступление | завершил выступление | завершил выступление |
| 200 метров брассом               | Лорен Карноль     | 2                     | 2:11,94               | 21                    | завершил выступление | завершил выступление | завершил выступление | завершил выступление | завершил выступление |
| 200 метров комплексным плаванием | Рафаэль Стакьотти | 1                     | 2:00,21               | 21                    | завершил выступление | завершил выступление | завершил выступление | завершил выступление | завершил выступление |
| 400 метров комплексным плаванием | Рафаэль Стакьотти | 2                     | 4:20,37               | 23                    | не проводится        | не проводится        | не проводится        | завершил выступление | завершил выступление |

Женщины
| Дистанция                 | Спортсмены | Предварительный раунд | Предварительный раунд | Предварительный раунд | Полуфинал             | Полуфинал             | Полуфинал             | Финал                 | Финал                 |
| Дистанция                 | Спортсмены | Заплыв                | Результат             | Место                 | Заплыв                | Результат             | Место                 | Результат             | Место                 |
| ------------------------- | ---------- | --------------------- | --------------------- | --------------------- | --------------------- | --------------------- | --------------------- | --------------------- | --------------------- |
| 50 метров вольным стилем  | Жюли Менен |                       |                       |                       |                       |                       |                       |                       |                       |
| 100 метров вольным стилем | Жюли Менен | 3                     | 55,09                 | 25                    | завершила выступление | завершила выступление | завершила выступление | завершила выступление | завершила выступление |

### Лёгкая атлетика
Женщины
Беговые дисциплины
| Дисциплина        | Спортсмен | Предварительный раунд | Предварительный раунд | Предварительный раунд | Четвертьфиналы | Четвертьфиналы | Четвертьфиналы | Полуфиналы | Полуфиналы | Полуфиналы | Финал | Финал |
| Дисциплина        | Спортсмен | Забег                 | Время                 | Место                 | Забег          | Время          | Место          | Забег      | Время      | Место      | Время | Место |
| ----------------- | --------- | --------------------- | --------------------- | --------------------- | -------------- | -------------- | -------------- | ---------- | ---------- | ---------- | ----- | ----- |
| бег на 800 метров |           |                       |                       |                       | Не проводится  | Не проводится  | Не проводится  |            |            |            |       |       |

### Настольный теннис
Соревнования по настольному теннису проходили по системе плей-офф. Каждый матч продолжается до тех пор, пока один из теннисистов не выигрывает 4 партии. Сильнейшие 16 спортсменов начинали соревнования с третьего раунда, следующие 16 по рейтингу стартовали со второго раунда.
Женщины
| Соревнование     | Спортсмены | Квалификация       | Первый раунд         | Второй раунд              | Третий раунд             | 1/8 финала            | 1/4 финала            | Полуфинал             | Финал                 |
| Соревнование     | Спортсмены | Соперник Результат | Соперник Результат   | Соперник Результат        | Соперник Результат       | Соперник Результат    | Соперник Результат    | Соперник Результат    | Соперник Результат    |
| ---------------- | ---------- | ------------------ | -------------------- | ------------------------- | ------------------------ | --------------------- | --------------------- | --------------------- | --------------------- |
| одиночный разряд | Ни Сялянь  | не участвовала     | BRAК. Кумахара В 4:3 | ESPШэнь Яньфэй (28) В 4:3 | SINФэн Тяньвэй (2) П 2:4 | завершила выступление | завершила выступление | завершила выступление | завершила выступление |

### Теннис
Соревнования пройдут на кортах олимпийского теннисного центра. Теннисные матчи будут проходить на кортах с твёрдым покрытием DecoTurf, на которых также проходит и Открытый чемпионат США.
Мужчины
| Соревнование     | Спортсмены  | 1/32 финала                    | 1/16 финала                    | 1/8 финала                 | Четвертьфинал      | Полуфинал          | Финал              | Место |
| Соревнование     | Спортсмены  | Соперник Результат             | Соперник Результат             | Соперник Результат         | Соперник Результат | Соперник Результат | Соперник Результат | Место |
| ---------------- | ----------- | ------------------------------ | ------------------------------ | -------------------------- | ------------------ | ------------------ | ------------------ | ----- |
| одиночный разряд | Жиль Мюллер | POLЕ. Янович В 5:7, 6:1, 7:610 | FRAЖ.-В. Тсонга (5) В 6:4, 6:3 | ESPР. Баутиста Агут (10) : |                    |                    |                    |       |